# Мировичи (Черкасская область)
Мировичи (укр. Мировичі, до 2024 года — Кантакузовка) — село в Золотоношском районе Черкасской области Украины.
Население по переписи 2001 года составляло 896 человек. Почтовый индекс — 19823. Телефонный код — 4738.

## Местный совет
19823, Черкасская обл., Золотоношский р-н, с. Кантакузовка